# Muralla de Salinillas de Buradón
La muralla de Salinillas de Buradón (en euskera, Gatzaga Buradongo harresiak) se ubica en Salinillas de Buradón, en el municipio Labastida. Fue declarada bien de interés cultural el 17 de julio de 1984.

## Historia
La muralla fue construida debido a la importancia geoestratégica y económica de la ciudad Salinillas de Buradón al estar en frontera con el Reino de Castilla y el Reino de Navarra.
En los siglos XVI y XVII realizaron una reforma en la que se modificaba el entramado defensivo. En la reforma derribaron partes de la muralla y emplearon esas mismas piedras derribadas en lugares nuevos del muro. La puerta norte o puerta de arriba pertenece a esa época.
En el siglo XIX dejó de tener una utilidad defensiva, por lo que se empezó a usar como un muro de construcción el cual se acoplaba a las viviendas, por lo que actualmente en las paredes de la muralla se pueden ver ventanas que dan a los hogares.